# Clásico RCN 1965
La 5.ª edición del Clásico RCN (también conocida como: Doble a Bolívar - Clásico RCN) fue una carrera de ciclismo en ruta por etapas que se celebró entre el 13 y el 14 de febrero de 1965 con inicio y final en la ciudad de Medellín, Colombia.
La carrera se corrió como parte de los "chequeos" de la Liga de Ciclismo de Antioquia para la escoger su selección para participar en la Vuelta a Colombia y fue ganada por el ciclista antioqueño Javier Amado Suárez del equipo de Antioquia. El podio lo completaron, los ciclistas Carlos Montoya Arias del Valle del Cauca y Federico Ortiz Uribe de Antioquia.

## Etapas
| Etapa     | Fecha         | Recorrido          | Distancia (km) | Ganador              | Líder               |
| --------- | ------------- | ------------------ | -------------- | -------------------- | ------------------- |
| 1.ª etapa | 13 de febrero | Medellín – Bolívar | 140            | Javier Amado Suárez  | Javier Amado Suárez |
| 2.ª etapa | 14 de febrero | Bolívar – Medellín | 140            | Carlos Montoya Arias | Javier Amado Suárez |

## Clasificaciones finales
Las clasificaciones finalizaron de la siguiente forma:

### Clasificación general
| Clasificación general |                         |                 |                 |
| Ciclista              | Ciclista                | Equipo          | Tiempo          |
| --------------------- | ----------------------- | --------------- | --------------- |
| 1.º                   | Javier Amado Suárez     | Antioquia       | 8 h 03 min 44 s |
| 2.º                   | Carlos Montoya Arias    | Valle del Cauca | + 15 s          |
| 3.º                   | Federico Ortiz Uribe    | Antioquia       | + 8 min 17 s    |
| 4.º                   | Héctor Muñoz            | Antioquia       | + 13 min 17 s   |
| 5.º                   | Martín Emilio Rodríguez | Antioquia       | + 15 min 21 s   |
| 6.º                   | Alfredo Arango          | Antioquia       | + 17 min 29 s   |
| 7.º                   | Alvaro Ospina           | Valle del Cauca | + 18 min 35 s   |
| 8.º                   | Roberto Escobar Gaviria | Antioquia       | + 19 min 19 s   |
| 9.º                   | Oscar Giraldo           | Valle del Cauca | + 20 min 30 s   |
| 10.º                  | Ernesto Sánchez         | Distrital       | + 20 min 47 s   |

Nota: Existen discrepancias entre los resultados acá presentados los cuales provienen del portal sitiodeciclismo.net y otras fuentes consultadas como El Tiempo. Las principales diferencias se dan frente a las posiciones de la 7 a la 10 de la clasificación general. El ranking mostrado acá es el más consistente frente a la suma de los tiempos obtenidos en las etapas 1 y 2.